# Utricularia hydrocarpa
Utricularia hydrocarpa — вид рослин із родини пухирникових (Lentibulariaceae).

## Біоморфологічна характеристика
Це однорічна водна рослина. Листя поділене, до 2.5 см завдовжки, з бічними пастками в сегментах. Суцвіття у довжину 4–10 см. Частки чашечки нерівні, яйцеподібні, 2–4 мм завдовжки. Віночок довжиною 7–10 мм, від рожевого до бузкового, з жовтою плямою. Плід — куляста коробочка, у довжину 2 мм.

## Середовище проживання
Цей вид має широке поширення в Центральній і Південній Америці (Беліз, Болівія, Бразилія, Колумбія, Куба, Французька Гвіана, Гватемала, Гаяна, Гондурас, Мексика (Табаско), Нікарагуа, Панама, Парагвай, Суринам, Тринідад і Тобаго, Венесуела).
Зазвичай росте у вільному плаванні в озерах і басейнах.

## Використання
Вид культивується невеликою кількістю ентузіастів роду. Торгівля незначна.